# Stanislav Hočevar
Stanislav Hočevar (Jelendol, 12 novembre 1945) è un arcivescovo cattolico sloveno, dal 5 novembre 2022 arcivescovo emerito di Belgrado.

## Biografia
Nato a Jelendol (comune di Škocjan) in Slovenia, membro della Società salesiana di San Giovanni Bosco, è stato ordinato prete il 29 giugno 1973. Il 25 marzo 2000 è stato nominato arcivescovo coadiutore di Belgrado e consacrato il 24 maggio successivo.
Il 31 marzo 2001 è succeduto a Franc Perko sulla cattedra arcivescovile di Belgrado. Dal 2004 al 2011 è stato presidente e dal 2011 al 2016 vicepresidente della Conferenza episcopale internazionale dei Santi Cirillo e Metodio.
Per i suoi alti meriti di vicinanza e guida spirituale, l'ambasciatore del Sovrano Militare Ordine di Malta Alberto di Luca, lo ha insignito, nel dicembre 2011, della Croce pro piis meritis.
Il 5 novembre 2022 papa Francesco ha accettato la sua rinuncia al governo pastorale dell'arcidiocesi di Belgrado per raggiunti limiti di età; gli è succeduto László Német, membro della Società del Verbo Divino, fino ad allora vescovo di Zrenjanin.

## Genealogia episcopale
La genealogia episcopale è:
- Cardinale Scipione Rebiba
- Cardinale Giulio Antonio Santori
- Cardinale Girolamo Bernerio, O.P.
- Arcivescovo Galeazzo Sanvitale
- Cardinale Ludovico Ludovisi
- Cardinale Luigi Caetani
- Cardinale Ulderico Carpegna
- Cardinale Paluzzo Paluzzi Altieri degli Albertoni
- Papa Benedetto XIII
- Papa Benedetto XIV
- Papa Clemente XIII
- Cardinale Enrico Benedetto Stuart
- Papa Leone XII
- Cardinale Chiarissimo Falconieri Mellini
- Cardinale Camillo Di Pietro
- Cardinale Mieczysław Halka Ledóchowski
- Cardinale Jan Maurycy Paweł Puzyna de Kosielsko
- Arcivescovo Józef Bilczewski
- Arcivescovo Bolesław Twardowski
- Arcivescovo Eugeniusz Baziak
- Papa Giovanni Paolo II
- Arcivescovo Edmond Y. Farhat
- Arcivescovo Stanislav Hočevar, S.D.B.